# 유한크로락스
유한크로락스(영어: Yuhanclorox)는 대한민국의 살균 세제 회사이다.

## 역사
- 1975년 10월 10일 주식회사 코락스 설립되었다.
- 1976년 2월 20일 코락스 인천공장 임대사용
- 1977년 2월 10일 유한양행과 합작 계약
- 1977년 2월 13일 유한락스 전제품 판매계약체결
- 1978년 1월 3일 유한코락스 사명 변경
- 1978년 4월 4일 유한코락스 인천에 살균표백제전용 공장 건립(살균표백제전용 공장증설 계획)
- 1980년 3월 5일 세탁겸용 표백제 유한브라이트 출시
- 1980년 4월 10일 유한코락스 인천공장 준공
- 1982년 4월 30일 유한락스 세균의 도전편 1분간 광고상영(전국극장가 상영)
- 1987년 1월 10일 상쾌한 향에 유한락스 후레쉬 출시
- 1988년 3월 28일 유한락스 전제품 Q마크획득
- 1988년 6월 12일 유한코락스 인도네시아 인니현지에 합작공장
- 1989년 4월 2일 배수관 세정제 펑크린 출시
- 1992년 2월 24일 액체용 표백제 오색크린 출시
- 1993년 7월 1일 미국 크로락스와 유한양행이 50대 50의 지분율로 합작하여 세워졌다.
- 1993년 10월 10일에 현재의 명칭이 되었다.
- 1995년 5월 3일 주방욕실 세정제 유한락스 크린엎 한방에 출시
- 1997년 5월 2일 유한락스 후로랄 출시
- 1997년 9월 30일 산소계표백제 칼라모아 출시
- 1999년 7월 2일 욕실청소 세정제 유한락스 플러스 세제 출시
- 2012년 5월 7일 유한락스 전제품에 디자인 변경 및 재출시
- 2013년 4월 2일 유한크로락스 향남공장 착공
- 2015년 4월 3일 배수관 세정제 펑크린 더블액션 출시
- 2015년 2월 20일 유한크로락스 향남공장 준공
- 2015년 2월 27일 향남제약산업단지 내의 유한크로락스 향남 신공장 이전
- 2016년 11월 17일 산소계 표백제 유한젠 출시
- 2018년 3월 29일 산소계 표백제 유한젠 멀티액션 출시
- 2020년 3월 3일 유한락스 코로나 19 예방 위한 살균소독법 안내
- 2021년 4월 20일 반려동물용 탈취표백제 유한락스 펫메스 리무버 출시
- 2021년 10월 12일 코로나19에 여파로 인해 유한락스 판매율 25%에 증가
- 2022년 6월 27일 유한락스 욕실청소용, 주방청소용 스타터 키트 출시 (플라스틱 배출량 줄이기 캠페인 전개)

## 제품

### 유한락스 제품
- 유한락스 레귤러
  - 용량: 500mL, 1L, 1.3L, 1.5L, 2L, 3L, 3.5L, 4L, 5L
- 유한락스 후레쉬
  - 용량: 500mL, 1L, 1.5L, 2L, 4L
- 유한락스 후로랄
  - 용량: 500mL, 1L, 2L
- 유한락스 주방용
  - 용량: 2L
- 유한락스 레귤러(말통)
  - 용량: 15kg, 18kg, 20kg
- 유한락스 후레쉬(말통)
  - 용량: 20kg
- 유한락스 주방용(말통)
  - 용량: 15kg, 20kg
- 유한락스 횐옷 표백 용
  - 용량: 500 mL, 1L, 2L

### 세탁세제 제품
- 유한젠 액체형
  - 용량 : 1.1L(리필),1.4L,1.8L(리필),2.3L,3.5L
- 유한젠 액체형 스포츠
  - 용량 : 1.1L(리필),1.4L,1.8L(리필),2.3L
- 유한젠 100% 과탄산수소
  - 용량 : 1kg, 2kg, 3kg, 5kg
- 유한젠 가드니아향
  - 용량 : 1.4kg+1.4kg

### 가정용 세정제품
- 유한락스 플러스세제
  - 용량: 755ml, 17.3L(18kg)
- 유한락스 플러스세제(말통)
  - 용량: 18kg
- 유한락스 파워젤
  - 용량: 1L,1.3L
- 유한락스 곰팡이 제거제
  - 용량: 500g, 750g
- 유한락스 주방청소용
  - 용량: 500g
- 유한락스 욕실청소용
  - 용량: 500g
- 유한락스 도마행주용
  - 용량: 500g
- 깨끗한집 주방용
  - 용량: 550mL
- 깨끗한집 욕실용
  - 용량: 550mL
- 유한락스 세탁조세정제
  - 용량: 500ml
- 유한락스 바르는 곰팡이젤
  - 용량: 120ml
- 세정살균티슈 퍼시픽 브리츠앤코코넛
  - 용량: 70매
- 세정살균티슈 브라질리안블라섬
  - 용량: 33매, 70매
- 세정살균티슈 오렌지퓨전
  - 용량: 35매, 75매
- 세정살균티슈 시트러스블렌드
  - 용량: 35매, 75매

### 가정용 배수관 세정제품
- 펑크린
  - 용량: 1L,1.5L, 2L, 4L
- 유한락스 펑크린 울트라겔
  - 용량: 500mL

### 반려동물용 탈취표백제품
- 유한락스 펫메스 리무버
  - 용량: 900mL

### 기타 사업용 제품
- 아비타/아바타5000(말통)
  - 용량: 20kg

## 판매중단제품(구,인천공장/현,화성공장 생산 된 생활용품)
- 코락스
- 베비락스
- 유한브라이트
- 오색크린
- 유한락스 크린엎 한번에
- 유한락스 멀티액션

## 주소
- 이전사업장: 유한크로락스 인천공장 - 인천광역시 부평구 부평북로 185 (구 청천동 404-13)
- 현재사업장: 유한크로락스 화성공장 - 경기도 화성시 향남읍 제약공단4길 72(구 상산리 904-4)